# گافانیا دانازاره
گافانیا دانازاره (تلفظ پرتغالی:  [ɡɐˈfɐɲɐ dɐ nɐzɐˈɾɛ]) یکی از شهرهای کشور پرتغال است.